# Pachycephala inornata
Pachycephala inornata là một loài chim trong họ Pachycephalidae.